# الكسندر آس
الكسندر آس (بالنرويجية البوكمول: Alexander Aas)‏ (14 سبتمبر 1978 في النرويج - ) هو لاعب كرة قدم نرويجي في مركز الدفاع. شارك مع منتخب النرويج تحت 17 سنة لكرة القدم ومنتخب النرويج تحت 18 سنة لكرة القدم ومنتخب النرويج تحت 21 سنة لكرة القدم ومنتخب النرويج لكرة القدم. أما مع النوادي، فقد لعب مع نادي أودنسه ونادي أود ونادي سترومسغودست.

## وصلات خارجية
- الكسندر آس على موقع IMDb (الإنجليزية)

- الكسندر آس على موقع اتحاد النرويج (النرويجية)
- الكسندر آس على موقع قاعدة بيانات كرة القدم.إي يو (الإنجليزية)
- الكسندر آس على موقع ناشيونال فوتبول تيمز (الإنجليزية)